# Ànima de Cantiret
L'Ànima de Cantiret és un espantacriatures que segons es diu salta i balla per les parets.
Es feia servir per amenaçar els infants, ja que per invocar-lo n'hi havia prou amb dir tres vegades Ànima de Cantiret que salta i balla per les parets.
Es feia present durant la nit de Sant Joan per espantar.